# Arquitetura mudéjar de Aragão
A arquitetura mudéjar aragonesa é uma corrente estética dentro da arte mudéjar que tem seu centro em Aragão (Espanha) e que foi reconhecida, em algumas construções, como Patrimônio Mundial pela UNESCO.
A cronologia do mudéjar aragonês existe dos séculos XII ao XVII e inclui mais de uma centena de monumentos arquitetônicos situados, predominantemente, nos vales dos rios Ebro, Jalón e Jiloca, onde a população de mudéjares e mouros foi numerosa e mantiveram suas tradições artesanais até que a pedra, seu material de construção ficasse escasso.
As primeiras manifestações do mudéjar aragonês tem duas origens: uma arquitetura palaciana vinculada à monarquia, que reforma e amplia o Palácio de la Aljafería, mantendo a tradição ornamental islâmica e uma arquitetura popular que se liga ao período românico, deixando de construir em silhar e passa a construir em azulejos dispostos em muitos traçados ornamentais, o que pode ser observado em igrejas de Daroca, que sendo iniciadas em pedra, foram arrematadas no século XIII com azulejos mudéjares.
Desde o ponto de vista da construçao, o mudéjar arquitetonico em Aragao adota esquemas funcionais preferentemente do gótico do século XV, embora com algumas diferenças. Desaparecem em muitas ocasioes os contrafortes, sobretudo nos ábsides, que adotam assim uma característica octogonal, com paredes largas que permitem sujeitar os empuxos e dar espaço às decorações de ladrilho ressaltado. Nos lados das naves os contrafortes - muitas vezes arrematados em pequenas torres, como acontece na Igreja de Nossa Senhora do Pilar - acabam gerando capelas que não se mostram ao exterior. É comum a existência de igrejas de bairros (como o da Igreja de São Paulo, em Zaragoza) ou núcleos uranos pequenos que constam de uma só nave, e são as capelas situadas entre os contrafortes as que dotam ao templo de uma quantidade de espaços de culto maior. Por outro lado, é frequente que essas capelas laterais tenham uma galeria fechada ou ándito, com janelas voltadas para o exterior e para o interior do edifício. Esta constituição recebe o nome de igrejas-fortaleza, e seu protótipo poderia ser a igreja de Montalbán.
É característico o extraordinário desenvolvimento ornamental que mostram as torres campanário, cuja estrutura é herdada do minarete islâmico: planta quadrangular com pilar central onde os espaços se cobrem com escadas por meio de abóbadas de aproximação, como acontece nos minaretes almóadas. Sobre este corpo se sitia o campanário, normalmente poligonal. Também existem exemplos de torres de planta octogonal.

## Patrimônio da Humanidade

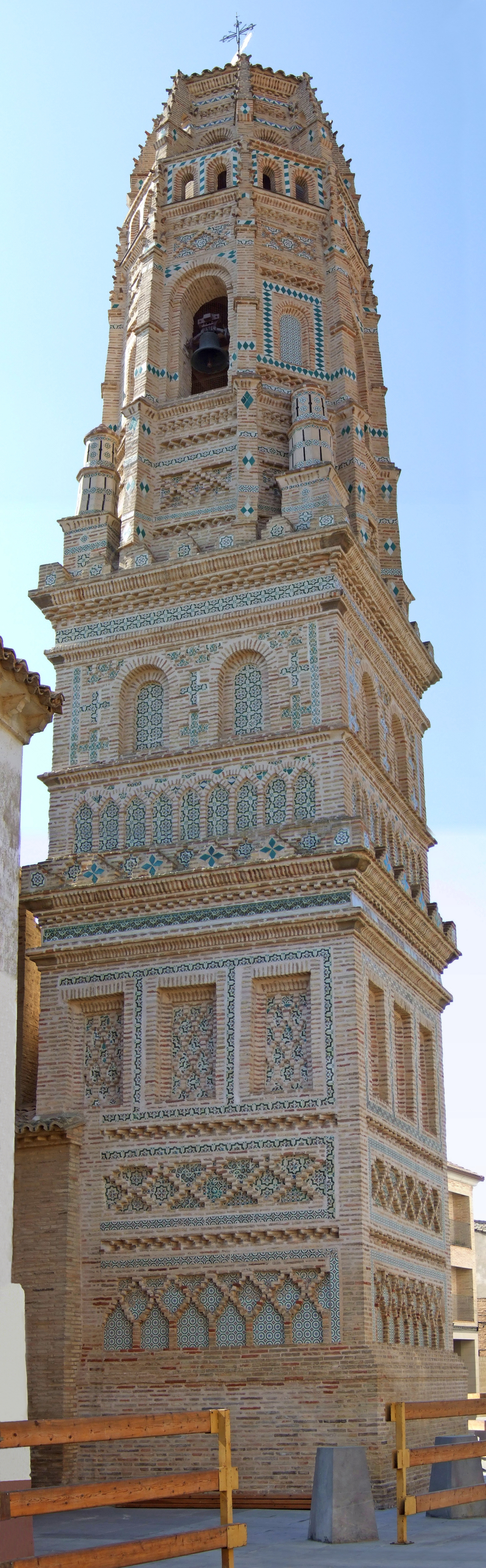
Torre da Igreja de Utebo

Em 1986, a UNESCO declarou o conjunto mudéjar de Teruel como Patrimônio Mundial aumentando-o em 2001 a outros monumentos mudéjares aragoneses:
| Código  | Nome                                                                  | Lugar                | Ano  | Coordenadas                     |
| ------- | --------------------------------------------------------------------- | -------------------- | ---- | ------------------------------- |
| 378-001 | Torre, zimbório e campanário da catedral de Santa María de Mediavilla | Teruel               | 1986 | 40° 20′ 37,9″ N, 1° 06′ 25,9″ O |
| 378-002 | Torre e igreja de San Pedro                                           | Teruel               | 1986 | 40° 20′ 33,2″ N, 1° 06′ 22,8″ O |
| 378-003 | Torre da igreja de San Martín                                         | Teruel               | 1986 | 40° 20′ 39″ N, 1° 06′ 33,4″ O   |
| 378-004 | Torre da igreja de Salvador                                           | Teruel               | 1986 | 40° 20′ 31,1″ N, 1° 06′ 28,8″ O |
| 378-005 | Ábside, claustro e torre de colegiata de Santa María                  | Calatayud            | 2001 | 41° 21′ 14,6″ N, 1° 38′ 42,2″ O |
| 378-006 | Igreja paroquial de Santa Tecla                                       | Cervera de la Cañada | 2001 | 41° 25′ 58,7″ N, 1° 44′ 08,9″ O |
| 378-007 | Igreja de Santa María                                                 | Tobed                | 2001 | 41° 20′ 18,6″ N, 1° 24′ 01,9″ O |
| 378-008 | Restos mudéjares do palácio de la Aljafería                           | Zaragoza             | 2001 | 41° 39′ 23,3″ N, 0° 53′ 48,3″ O |
| 378-009 | Torre e igreja paroquial de San Pablo                                 | Zaragoza             | 2001 | 41° 39′ 21,9″ N, 0° 53′ 10″ O   |
| 378-010 | Ábside, paróquia e campanário de La Seo de Saragoça                   | Zaragoza             | 2001 | 41° 39′ 16,9″ N, 0° 52′ 32″ O   |